# Isabella King
Pour les articles homonymes, voir King.
Isabella King, née le 9 mai 1992 à Subiaco, est une coureuse cycliste professionnelle australienne.

## Palmarès sur piste

### Championnats du monde
- Cali 2014
  -  Médaillée de bronze de la vitesse par équipes (avec Annette Edmondson, Amy Cure et Melissa Hoskins)

### Coupe du monde
- 2012-2013
  - 1re du scratch à Cali
  - 1re de l'omnuim à Cali
- 2013-2014
  - 2e de l'omnium à Guadalajara
  - 3e de la poursuite par équipes à Aguascalientes
  - 3e de la poursuite par équipes à Guadalajara
- 2014-2015
  - 2e de la poursuite par équipes à Londres
- 2015-2016
  - 1re de la poursuite par équipes à Cali

### Championnats d'Océanie
| Édition / Épreuve | Poursuite par équipes                            | Scratch | Omnium |
| Adélaïde 2010     |                                                  |         | Argent |
| Adélaïde 2012     | Or (avec Annette Edmondson et Ashlee Ankudinoff) | Argent  | Argent |

### Championnats d'Australie
- 2010
  -  Championne d'Australie du scratch juniors
  -  Championne d'Australie de l'omnuim juniors
- 2011
  -  Championne d'Australie de la poursuite par équipes
  - 3e de l'omnuim
- 2012
  -  Championne d'Australie du scratch
- 2013
  - 2e de l'omnuim
  - 3e de l'américaine
- 2014
  - 2e de la poursuite par équipes
  - 3e du scratch
- 2016
  - 2e de la course aux points

## Autres
- 2012
  - 3e du GP Perth - scratch
- 2013
  - 1re du GP Adelaide - omnium
  - 1re du Challenge Afrique du Sud - omnium
- 2014
  - 1re du GP Izu - course aux points et omnium
  - 1re du GP Adelaide - omnium
  - 1re du Challenge Afrique du Sud - omnium